# Astrud Gilberto

Astrud Gilberto, 1970.

Astrud Gilberto, rodným jménem Evangelina Astrud Weinert (30. března 1940, Salvador, Bahia, Brazílie – 5. června 2023) byla brazilská zpěvačka hlavně bossa novy, samby a také jazzu a popu.

## Výchozí podmínky
Narodila se jako nejmladší ze tří sester brazilské matce a německému otci, v roce 1947 se přestěhovali do Rio de Janeira. Matka byla učitelka a amatérsky zpívala, otec vyučující cizí jazyky a literaturu v soukromí maloval. Všechny sestry v mládí hrály na klavír, nejstarší Iduna i prostřední Edda zdědily nadání pro malování a výtvarnictví kterým se později amatérsky věnovaly.

## Počátky
V době dospívání patřila ke skupině mladých lidí do které náleželi i např. pozdější populární zpěváci, hudebníci a skladatelé Tom Jobim, Nara Leão, Carlos Lyra, Oscar Castro-Neves, Roberto Menescal a Ronaldo Bôscoli jenž se stáli později osobnostmi brazilské hudby. Tam ji byl představen i budoucí manžel João Gilberto, o 9 let starší kytarista a zpěvák, představitel populárního hudebního žánru bossa nova.
V roce 1959 se za něj provdala, další rok se jím narodil syn Marcelo Gilberto a roku 1963 se rodina přestěhovala do Spojených států, kde v této době mezi některými jazzovými hudebníky vrcholilo okouzlení bossa novou a novými rytmy Ameriky i Afriky. V roce 1963 její manžel João Gilberto, všestranný hudebník Tom Jobim a hvězdný jazzový saxofonista Stan Getz nahrávali společné LP album „Getz/Gilberto“. Astrud Gilberto dostala příležitost zazpívat ve skladbě The Girl from Ipanema druhý refrén písně v angličtině, zatímco zbytek byl zpíván v portugalštině. Píseň se stala hitem a byla rychle vydána SP deska obsahující zkrácenou verzi této písně pouze s anglickým refrénem v jejím podání. LP desce „Getz/Gilberto“ s její nahrávkou „Girl From Ipanema“ byla v roce 1964 udělena cena Grammy. Tak byla odstartována téměř 40letá hudební kariéra Astrud Gilberto.

## Kariéra
Začala spoluúčinkovat s kvartetem Stana Getze, cestovala s ním přes půlroku po Spojených státech i Evropě, kde zpívala bossa novu a jazzové standardy. Mezitím se v roce 1964 rozvedla a João Gilberto se vrátil do Brazílie. Astrud Gilberto již zůstala trvale ve Spojených státech i s jejich synem.
Prvé sólové album „The Astrud Gilberto Album“ bylo okamžitě bestsellerem a bylo navrženo na album roku, další její alba vycházela v pravidelných ročních intervalech. V roce 1966 nahrála s orchestrem Gila Evanse album „Look to the Rainbow“ a s Quincy Jonesem nazpívala soundtrack k filmu „Deadly Affair“. Hrála také ve filmech „Get Yourself“, „College Girl“ a „The Hanged Man“.
Od roku 1970 počala prokazovat i své skladatelské schopnosti a její písně se počaly objevovat na albech „Astrud Gilberto Now“ a „That Girl From Ipanema“, na kterém s ní zpíval píseň „Far Away“ její dlouholetý idol, legendárním Chet Baker.
Na počátku osmdesátých let založila vlastní sextet, kde hrál i syn basista Marcelo Gilberto, s kterým projela mnoho zemí včetně Japonska. Její skladba „Live Today“ byla v roce 1976 oceněna na Tokijském hudebním festivalu. Album „Astrud Gilberto Plus James Last Orchestra“ bylo posluchači i kritiky přijato obzvláště dobře. Roku 1990 společně se svými syny, Marcelo Gilberto a Gregory Lasorsa z druhého manželství, zřídili hudební vydavatelství Gregmar Productions, Inc.
V roce 1995 vystupovala v House of Blues v Los Angeles a v Jazz Café v Londýně. Roku 1996 nazpívala s britským zpěvákem Georgem Michaelem pro LP „Red Hot & Rio“ duet bossa novy „Desafinado“, skladby ve své době téměř stejně populární jako „Girl From Ipanema“. Duet byl o čtyři roky později zařazen i na album „Best of George Michael“. V roce 1996 nazpívala svou skladbu na album „Eden“, které vydal francouzský zpěvák Etienne Daho. Na konci roku 1997 vydala studiové album „Temperance“, na které jsou, až na jeden americký standard, její vlastní písně. Aktivně vystupovala až do roku 2001, kdy v 61 letech zakončila pěveckou dráhu. V roce 2002 ještě vydala album „Jungle“, na kterém je mj. deset jejích nových skladeb.
Nerada vzpomíná na rok 1965, kdy při vystoupení na koncertě v São Paulo nebyla brazilským publikem nijak vřele přijata a následná kritika byla tak nepříznivá a místní tisk o ní napsal tolik nepěkných zvěstí, že se rozhodla již nikdy v rodné Brazílii nevystoupit. Tento slib dodržela.
Poznámka:
- „Ipanema“ je městská část Rio de Janeira s krásnou pláží
- „Desafinado“ značí v překladu nemelodický, rozladěný

## Současnost
Astrud Gilberto byla roku 2002 zařazena do Dvorany slávy latinskoamerické hudby „International Latin Music Hall of Fame“.
Podle vlastního vyjádření žila nejraději v ústraní a nerada dávala interview, ráda se však scházela a komunikovala s rodinou a přáteli. Věnovala se malířství a umělecké grafice, podporovala ochranu zvířat.

## Diskografie
Originální nahrávky:
- Getz Au Go Go, (Verve, 1964)
- The Astrud Gilberto Album, (Verve, 1964)
- The Shadow Of Your Smile, (Verve, 1965)
- Look to the Rainbow, (Verve, 1965)
- Beach Samba, (Verve, 1966)
- A Certain Smile, A Certain Sadness, (Verve, 1967)
- Windy, (Verve, 1968)
- September 17. 1969, (Verve, 1969)
- Gilberto Golden Japanese Album, (Verve, 1969)
- I Haven't Got Anything Better to Do, (Verve, 1970)
- Astrud Gilberto With Stanley Turrentine, (CTI, 1971)
- Astrud Gilberto Now, (Perception, 1972)
- That Girl From Ipanema, (Audio Fidelity, 1977)
- Astrud Gilberto Plus James Last Orchestra, (Polygram 1987)
- Live In New Yorku, (Pony Canyon, 1996)
- Temperance, (Pony Canyon, 1997)
- Jungle, (Magya, 2002)

Kompilace:
- Compact Jazz – Astrud Gilberto (Verve, 1987)
- The Silver Collection (Verve 1991)
- Jazz Round Midnight (Verve 1996)
- Talkin Verve (Verve, 1998)
- Astrud Gilberto's Finest Hour (Verve, 2001)
- Astrud Gilberto – The Diva Series (Verve, 2003)
- Astrud, for Lovers (Verve, 2004)

Nahrávky s jinými umělci:
- Stan Getz/Joao Gilberto – Getz/Gilberto (Verve, 1963)
- Vol. 9 – Verve Jazz Masters (Verve, 1994)
- Heirs to Jobim (BMG Victor, 1995)
- Red Hot & Rio (Verve, 1996) (George Michael)
- So & So – Mukai Meets Gilberto (Denon, 1982) (Shigeharu Mukai)
- Michael Franks – Passionfruit (Warner Bros., 1983)
- Etienne Daho – Eden (Virgin, 1996)
- George Michael – Ladies And Gentleman – Best of George Michael (Sony, 1999)
- Bossa Nova for Lovers (Verve, 2003)